# Föreningen för kvinnans politiska rösträtt i Borås
Föreningen för kvinnans politiska rösträtt i Borås, även kallad Boråsföreningen för kvinnans politiska rösträtt, var Borås lokalförening inom Landsföreningen för kvinnans politiska rösträtt (LKPR). Föreningen bildades 1908 och var verksam lokalt i Borås för införandet av kvinnors rösträtt i Sverige.
Bland aktiviteterna fanns föredrag, samkväm, insamling av medel och förhandlingar om samarbete med andra organisationer. 
Föreningen i Borås drogs 1913 in i konflikten med Ungsvenska förbundet, som hade annonserat ut en "motagitation", men Ungsvenskarnas förbund förklarade dock offentligt att deras lokalförbund i Borås inte ämnade fullfölja aktionen.

## Ordförande
- Leonore Odenkrantz, 1908-1921